# Aki (Kōchi)
Aki (安芸市?) è una città giapponese della prefettura di Kōchi.